# Marion Dunlop
Marion Wallace Dunlop (Scozia, 22 dicembre 1864 – Londra, 12 settembre 1942) è stata un'attivista e politica britannica.
È stata la prima suffragetta ad applicare lo sciopero della fame come forma di protesta, il 5 luglio 1909, in seguito al suo arresto per atti vandalici avvenuto nella capitale, Londra.

## Biografia

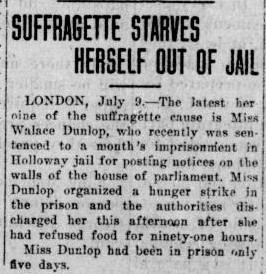
L'ultima eroina della causa delle suffragette è Miss Walace Dunlop, la quale è stata recentemente condannata a un mese di prigione nel carcere di Holloway per l'affisione di manifesti sui muri del parlamento. La signorina Dunlop ha organizzato uno sciopero della fame nella prigione e le autorità l'hanno rilasciata dopo che aveva rifiutato il cibo per novantuno ore. La signorina Dunlop era stata in carcere solo cinque giorni.

Nata in Scozia, da giovane fu un'apprezzata scultrice ed illustratrice. Si trasferì ben presto a Ealing, nei sobborghi di Londra, dove si unì alla WSPU, la Women's Social and Political Union, la principale organizzazione militante per la promozione del suffragio femminile nel Regno Unito nonché il primo gruppo i cui membri erano conosciuti come "suffragette". Nel 1909 fu dichiarata colpevole di danneggiamento intenzionale per aver imbrattato i muri della House of Commons e per aver tirato pietre contro le finestre del numero 10 di Downing Street. Si rifiutò di pagare la multa che le fu comminata e fu arrestata e trattenuta in prigione per un mese.
In prigione la Dunlop iniziò uno sciopero della fame, per attirare su di sé l'attenzione dell'opinione pubblica e come forma di protesta (non autorizzata dalla famiglia Pankhurst, i cui membri erano a capo del movimento per il suffragio femminile nel Regno Unito). Tuttavia, non appena si sparse la voce, lo sciopero della fame divenne una prassi comune tra le suffragette. Christabel Pankhurst riferì poi: «Miss Wallace Dunlop, non avendo tenuto consiglio con nessuno ed agendo del tutto di sua iniziativa, appena entrata nella prigione di Holloway, inviò al Segretario di stato per gli affari interni, Mr. Gladstone, una domanda per essere inserita nella prima divisione come si addice a chi è accusato di un reato politico. Ella annunciò che non avrebbe assunto cibo fino a quando tale diritto non le fosse stato concesso.»
Per paura che la Dunlop potesse morire e diventare una martire per la causa delle suffragette, fu deciso di liberarla. Tuttavia, dopo poco tempo, tutte le altre suffragette detenute in carcere adottarono la stessa strategia; non volendo rilasciarle tutte le autorità carcerarie britanniche istituirono l'alimentazione forzata delle donne in sciopero della fame. In un periodo di 18 mesi, Emmeline Pankhurst, allora cinquantenne, attuò lo sciopero della fame non meno di dieci volte.